# Henk Houwaart
Hendrik „Henk“ Houwaart (* 31. August 1945 in Den Haag, Niederlande; auch Henkie Houwaart) ist ein naturalisierter belgischer Fußballtrainer und ehemaliger belgischer und niederländischer Profispieler. Er war bei ADO Den Haag und dem FC Twente in der Eredivisie sowie in der belgischen Ersten Division beim FC Brügge und Royal Antwerpen aktiv und machte ein Länderspiel für die Niederlande. Als Trainer feierte er seine größten Erfolge ebenfalls mit dem FC Brügge, mit Omonia Nikosia gewann er die zyprische Meisterschaft. In der Saison 2009/10 ist er Trainer beim unterklassigen westflandrischen Club Roeselare.

## Vereinskarriere

### In den Niederlanden
Houwaart stammt aus einer fußballbegeisterten Familie, deren Mitglieder seit der Gründung der Haagschen vv Oranjeplein 1936 eine führende Rolle in deren Vereinsleben spielten. Sein Vater Jac.Houwaart war Schatzmeister des kleinen, nach einer Straße im Haager Stadtteil Schilderswijk benannten Amateurclubs, in dem Henk als Jugendspieler seine Laufbahn begann. Mit der VVO wurde er 1963 Meister der 4. Klasse. Danach ging der Mittelfeld-Allrounder zu ADO Den Haag, wo er unter dem österreichischen Trainer Ernst Happel zum Stammspieler reifte. Mit ADO spielte er in den vorderen Regionen der Eredivisie-Tabelle. Im Jahr 1967 verbrachten die Spieler von ADO die spielfreie Zeit der Ehrendivision in den Vereinigten Staaten, wo sie für die San Francisco Golden Gate Gales in der USA-Liga der United Soccer Association antraten. Houwaart wurde mit neun Toren und zwei Vorlagen in zwölf Spielen zweitbester Torjäger des Wettbewerbs. Am 3. Juni 1968 feierte Houwaart mit ADO den ersten KNVB-Pokalerfolg der Vereinsgeschichte: mit einem 2:1 gegen Meister Ajax Amsterdam gewannen die Haager das Finale, nachdem sie zuvor viermal als Verlierer des Endspiels vom Platz gegangen waren.
Nach dem Pokalsieg mit ADO wechselte Houwaart zum FC Twente. Grund war, dass er nach dem Tod seiner Eltern die Freude am Fußball verloren hatte; Ernst Happel war der Meinung, die könne er in Enschede wiederfinden – womit er recht behielt. Sein Aktionsradius und seine Technik machten ihn defensiv wie offensiv zu einer Stütze der Mannschaft. In Houwaarts einziger Saison bei den Tukkers, unter Trainer Kees Rijvers, machte er 34 Spiele für Twente, in denen er sieben Tore erzielte (davon zwei gegen seinen alten Verein). Houwaart war damit drittbester Schütze nach Dick van Dijk und Theo Pahlplatz und trug so dazu bei, dass die Enscheder mit Platz drei ihre bis dahin beste Saison in der Eredivisie absolvierten. In diese Zeit fiel auch sein einziger Einsatz in der Nationalmannschaft.

### In Belgien
Zur folgenden Spielzeit zog es Houwaart nach Belgien zum FC Brügge, der erstmals in seiner Geschichte auf Spieler und Trainer aus dem Nachbarland setzte: Neben Houwaart kam Rob Rensenbrink von DWS Amsterdam und als Trainer der niederländische Alt-Internationale Frans de Munck. Houwaard blieb sechs Jahre beim Club, in denen er dort auch die ebenfalls niederländischen Trainer Leo Canjels und Jaap de Wit erlebte, ehe er 1974 wieder unter Ernst Happel spielen durfte, den Brügge auf Empfehlung Houwaarts von Sevilla holte. Mit den Brüggern errang er 1970 den belgischen Pokal und drei Spielzeiten hintereinander die Vizemeisterschaft, ehe 1973 der Titelwettkampf zugunsten des Club ausging.
Houwaart war fast 30, als er zur Saison 1975/76 zu Royal Antwerpen wechselte. Trainer Guy Thys wollte ihn als Spielmacher für seine Mannschaft, in der auch der junge Louis van Gaal und der Däne Flemming Lund spielten. Doch schon im Oktober war die Fußballkarriere von Houwaart beendet. Der RAFC spielte im UEFA-Pokal-Hinspiel am 22. Oktober bei Śląsk Wrocław in Breslau. Fünf Minuten nach der Pause erzielte Houwaart den Ausgleich zum 1:1-Endstand. Dabei verletzte er sich und wurde wenig später ausgewechselt. Der Kreuzbandriss stellte sich als so schwerwiegend heraus, dass er trotz monatelanger Reha die aktive Laufbahn beenden musste.

### Stationen
- vv Oranjeplein (Jugend)
- ADO (1963–1968) ? Spiele (34 Tore) in der Eredivisie
- San Francisco Golden Gate Gales (1967) 12 Spiele (9 Tore) in der USA-Liga
- FC Twente Enschede (1968/69); 34 Spiele (7 Tore) in der Eredivisie, 3 Spiele (1 Tor) im niederländischen Pokalwettbewerb
- FC Brügge (1969–75); 170 Spiele (25 Tore) in der Eerste Klasse, 19 Spiele (1 Tor) im Europapokal, 15 Spiele (5 Tore) im belgischen Pokalwettbewerb[1]
- Royal Antwerpen (1975/76), 3 Spiele (0) in der Eerste Klasse, 1 Spiel (1 Tor) im Europapokal

## Nationalmannschaft
Houwaart spielte viermal in der niederländischen Junioren-Nationalmannschaft. Während seiner Zeit bei ADO wurde er bereits in den Kader der A-Nationalmannschaft berufen, kam jedoch nicht zum Einsatz. Erst nach dem Wechsel zum FC Twente, als er zu seiner alten Form zurückgefunden hatte, durfte er in Oranje auflaufen. Unter Bondscoach Georg Keßler stand er am 16. April 1969 in De Kuip in der Startformation der Elftal gegen die Tschechoslowakei. Das Freundschaftsspiel an einem Mittwochabend, zwischen zwei Spielen der WM-Qualifikation, war für Keßler Gelegenheit, Alternativen zu testen. Neben Houwaart debütierten sein Enscheder Mannschaftskamerad Epi Drost, Nico Rijnders, Addy Brouwers und Sjaak Roggeveen, der mit zwei späten Treffern den 2:0-Sieg sicherstellte; einziger Routinier in der Elf war Abwehrrecke Rinus Israël. Houwaart spielte im rechten Mittelfeld eine ordentliche Partie gegen Karol Dobiaš. Beim nächsten Match, dem WM-Qualifikationsspiel gegen Polen, saß Houwaart erneut auf der Bank, kam jedoch nicht zum Einsatz. Nach seinem Wechsel nach Belgien – wo er später in Brügge mit seinen Mittelfeldpartnern aus dem Match gegen die ČSSR, Wietse Veenstra und Nico Rijnders gemeinsam reüssierte – verlor ihn der Bundestrainer aus den Augen, auch weil in Feijenoord-Mannschaftskapitän Wim Jansen ein starker Spieler als Stammkraft auf seiner Position zur Verfügung stand. So blieb das Match am 16. April 1969 Houwaarts einziges Länderspiel.

## Trainer
Nachdem die Folgen seines Kreuzbandrisses ihn 1976 endgültig zur Aufgabe des Fußballspielens gezwungen hatten, begann Houwaart gleich, sich als Trainer zu etablieren. Er begann die Trainerlaufbahn bei den Drittligisten KSV Roeselare und Eendracht Aalst, ehe er 1979 die Aufgabe erhielt, den Erstliga-Absteiger KV Kortrijk zum Wiederaufstieg zu führen, was ihm innerhalb einer Saison gelang. Er blieb weitere drei Spielzeiten in Courtrai, ehe er 1983 zurück nach Brügge ging. Sein neuer Arbeitgeber war jedoch zunächst nicht der Club, sondern Lokalrivale Cercle. Als vor Ablauf der Saison, und ausgerechnet vor dem Brügger Derby, bekannt wurde, dass er für die neue Saison beim Club unterzeichnet hatte, wurde er vorzeitig entlassen. Bei seinem alten Verein trat er zur Saison 1984/85 die Nachfolge seines ehemaligen Oranje-Bondscoachs Georg Keßler an. Mit erfrischendem Angriffsfußball um die Spielerachse Ceulemans–Degryse–van der Elst formte Houwaart ein Team, das an die Erfolge seiner aktiven Zeit anknüpfen konnte: in den ersten beiden Jahren unter Houwaarts Leitung beendete der Club die Liga als Vizemeister und wurde 1986 Pokalsieger; 1988 konnte der Club seine sechste Meisterschaft feiern. Zuvor hatten die Brügger in dieser Saison das Halbfinale im UEFA-Pokal erreicht, nachdem sie unter anderem Borussia Dortmund ausgeschaltet hatten. Als absehbar wurde, dass sich die Erfolge in Houwaarts fünftem Jahr als Trainer beim Club nicht fortsetzen würden, wurde er entlassen und Georges Leekens übernahm.
Er wechselte für kurze Zeit erneut zu seinem ehemaligen Arbeitgeber KV Kortrijk, von wo aus er nach Griechenland zu Skoda Xanthi ging; hier saß er ab September 1990 für 32 Spiele auf der Bank. 1991 kehrte er nach Belgien zurück – erneut nach Brügge, wiederum zu Cercle. Etwas mehr als zwei Spielzeiten blieb er dieses Mal beim kleineren Brügger Verein, blieb jedoch mit Plätzen im Mittelfeld hinter den Erwartungen zurück, insbesondere, da der Lokalrivale 1992 erneut eine Meisterschaft feiern konnte. Nach schwachem Saisonstart wurde er im November 1993 entlassen. Nach dem vergeblichen Versuch, als „Feuerwehrmann“ den KSV Waregem kurz vor Saisonende vor dem Abstieg aus der Eerste Klasse zu bewahren, ging er im Sommer 1994 zum Zweitligisten KRC Harelbeke, den er innerhalb eines Jahres zum ersten Mal in der Vereinsgeschichte in die höchste Spielklasse führte. Er etablierte den Verein in der Eerste Klasse und erreichte 1998 mit Platz fünf die beste Platzierung. Im Jahr 2000 wechselte er zum Ligakonkurrenten KAA Gent, musste jedoch nach wenigen Wochen nach einer herben 0:6-Heimniederlage gegen Ajax Amsterdam im UEFA-Pokal den Trainerstuhl wieder räumen.
Im November 2000 wurde Houwaart als Nachfolger von Arie Haan Trainer des zyprischen Erstligisten Omonia Nikosia. Mit dem Team um Torschützenkönig Rainer Rauffmann errang er gleich die zyprische Meisterschaft, wurde aber im November 2001 entlassen. In der Saison 2002 übernahm er von Wim de Coninck das Traineramt beim Antwerp FC und rettete das Team auf Platz 16 vor dem Abstieg. Nach einem zwölften Platz in der folgenden Spielzeit endete seine Zeit als Trainer beim RAFC. Er ging erneut nach Zypern, wo er ab November 2003 bis Saisonende AEL Limassol und danach bis November 2005 wieder Omonia betreute, mit denen er diesmal den zyprischen Pokal und den Supercup gewann.
Im November 2006 verpflichtete ihn Erstligist VV St. Truiden, bei dem er im April 2007 entlassen wurde. Danach betreute er den Amateurverein FC Knokke, unterbrochen von einem zweimonatigen Engagement bei Aris Limassol aus Zypern, das er beendete, als er erfuhr, dass sein Sohn todkrank war. Seit November 2008 ist Houwaart an seiner 16. Trainerstation, beim Fünftligisten Club Roeselare – träumt aber davon, bald wieder einen Erstligisten übernehmen zu können.

### Stationen
- KSV Roeselare (1977/78)
- Eendracht Aalst (1978/79)
- KV Kortrijk (1979–1983)
- Cercle Brugge (1983/84)
- FC Brügge (1984–1988)
- KV Kortrijk (1988)
- Skoda Xanthi (1990/91)
- Cercle Brügge (1991–1993)
- KSV Waregem (1994)
- KSV Harelbeke (1994–2000)
- AA Gent (2000)
- Omonia Nikosia (2000/01)
- Royal Antwerpen (2002/03)
- AEL Limassol (2003/04)
- Omonia Nikosia (2004/05)
- VV Sint-Truiden (2006/07)
- FC Knokke (2007)
- Aris Limassol (2007)
- FC Knokke (2007/08)
- Club Roeselare (seit 2008)

## Erfolge
als Spieler
- Belgischer Meister: 1973 (und Vizemeister 1970, 1971, 1972; mit FC Brügge)
- Belgischer Pokalsieger: 1970 (mit FC Brügge)
- Niederländischer Pokalsieger: 1968 (und Finalist 1964, 1966; mit ADO Den Haag)

als Trainer
- Belgischer Meister: 1988 (und Vizemeister 1985, 1986; mit FC Brügge)
- Belgischer Pokalsieger: 1986 (mit FC Brügge)
- Belgischer Supercupgewinner: 1986, 1988 (mit FC Brügge)
- Zyprischer Meister: 2001 (mit Omonia Nikosia)
- Zyprischer Pokalsieger: 2005 (mit Omonia Nikosia; und Finalist 2004 mit AEL Limassol)
- Zyprischer Supercupsieger: 2005 (mit Omonia Nikosia)

## Privates
Houwaart lebt mit seiner dritten Frau Dorine und seinem jüngeren Sohn in Knesselare.
Sein älterer Sohn Henk jr. wurde ebenfalls Fußballspieler und war für den FC Brügge, Germinal Beerschot und Royal Francs Borains aktiv. Er starb 2008 mit 41 Jahren an Krebs.